# إدارة سوشيتبيكيز
إدارة سوشيتبيكيز (بالإنجليزية: Suchitepéquez Department)‏ هي إداراة في غواتيمالا، تتبع غواتيمالا، عاصمتها بلدية مازاتينانغو، تبلغ مساحتها 2510 كيلومتر مربع.